# Zvonko Vranešić
Zvonko Vranešić (Zagreb, 4. listopada 1938.) je hrvatsko-kanadski međunarodni majstor u šahu i međunarodni majstor u dopisnom šahu. Po struci je inženjer elektrotehnike, sveučilišni profesor i razvija softver za računalni šah.
Zvonko Vranešić se rodio u Zagrebu. Pobijedio je na juniorskom prvenstvu Jugoslavije 1957. godine Emigrirao je u Kanadu listopada 1958. godine. Nastanio se u Torontu. Diplomirao je elektrotehniku koju je poslije doktorirao.
Nedugo nakon što je doselio u Kanadu, nastavio se natjecati u šahu. Pobijedio je 1959. na prvenstvu grada Toronta savršenim učinkom , te to ponovio 1967., 1970. i 1972. godine. Pobijedio je na otvorenom prvenstvu Ontarija 1959. i 1963. godine. Nekoliko puta bio je drugim na prvenstvima Kanade: 1961., 1963. i na otvorenom prvenstvu Kanade 1964. godine. 1964. je predstavljao Kanadu na međuzonskom turniru u Amsterdamu. Prvo je trebao ići Daniel Yanofsky, no on je odustao pa je na njegovo mjesto došao Vranešić. 1969. podijelio je prvo mjesto na prvenstvu Kanade  što mu je dalo naslov međunarodnog majstora. Izgubio je doigravanje u Vancouveru i time pravo sudjelovanja na međuzonskom turniru. Bolji je bio Duncan Suttles 1,5:0,5.
Nastupao je za Kanadu na nekoliko šahovskih olimpijada: 1964., 1966., 1970., 1972. i 1980. godine. 
Surađivao je na programu za računalni šah Chute koji se natjecao na šahovskim prvenstvima za računala.